# Полковий обозний
Полкови́й обозний — представник військової та цивільної адміністрації полку в Гетьманщині і Слобідській Україні у другій половині XVII—XVIII ст., належав до полкової старшини. Особа, що займала цю посаду була другою після полковника. Полковий обозний управляв полковим обозом, а також артилерією.
У поході, коли козаків очолював не полковник, а обозний, то він міг отримати уряд наказного полковника. Так у 1735 році козаки Харківського слобідського козацького полку вирушають у похід проти турків під керівництвом полкового обозного Івана Квітки, якого харківський полковник Степан Тевяшов на час походу призначив наказним полковником.
Полковому обозному були підлеглі полкові артилерійні осавул та писар, хорунжий полкової артилерії та отамани.
Спочатку полкові обозні обирались на полкових радах, як і вся інша полкова старшина. Однак, згодом, незважаючи, що ця посада продовжувала вважатися виборною, її займали особи, призначені полковником (за погодженням зі старшиною) та затверджені гетьманом. Призначення оформлювалось гетьманським універсалом чи полковницьким листом.
У компаніських (охотницьких), охочепіхотних та охочекомонних полках полкові обозні несли майже такі ж обов'язки, як і обозні у звичайних козацьких полках. Охотницька старшина вважалася нижче за основну козацьку старшину. Полковий обозний охотницьких полків, був менше за рангом від козацького полкового обозного й дорівнював полковому судді.
Посаду полкового обозного у Слобідській Україні ліквідовано в 1765, у Лівобережній Україні — 1781, при чому згідно з Табелю про ранги Російської імперії полкові обозні відповідали VIII класу й отримували військовий чин прем'єр-майора, чи цивільний колезького асесора. Якщо старшина не брав участі у походах, то він міг отримати чин на штабель нижче. Охотницький полковий обозний міг розраховувати на чин секунд-майора. Наприклад останній полковий обозний Охтирського слобідського козацького полку Степан Лесевицький (до 1765 року), у Охтирському гусарському полку став секунд-майором.